# Germán Frers

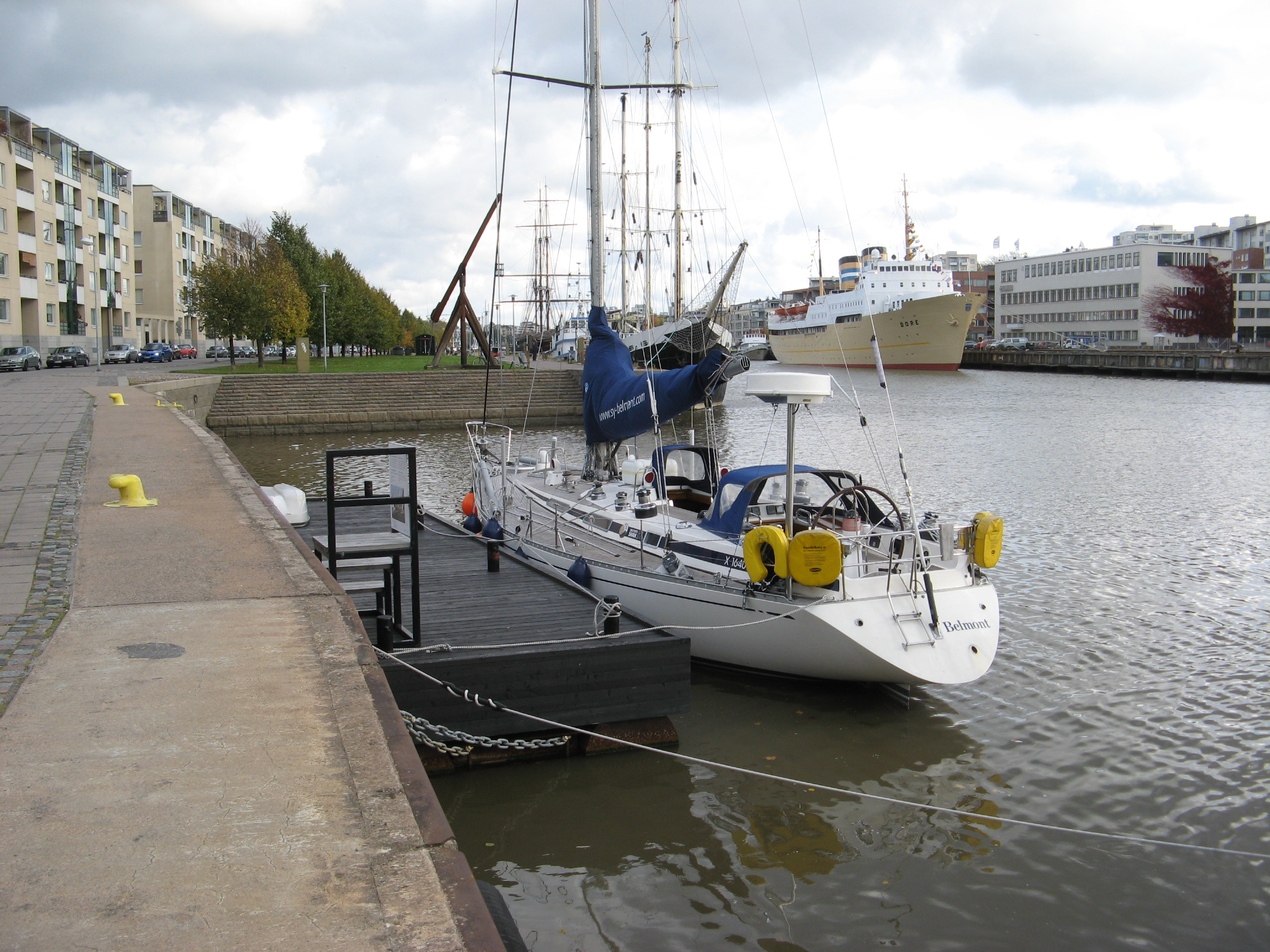
Uno Swan 51 progettato da German Frers

Germán Frers (Buenos Aires, 4 luglio 1941) è un architetto e velista argentino.

## Carriera
È stato il progettista di alcune imbarcazioni che hanno partecipato alla America's Cup (tra queste Il Moro di Venezia).